# Тіло Христове (фільм 2019)
«Тіло Христове» (пол. Boże Ciało, лат. Corpus Christi) — польський драматичний фільм 2019 року режисера Яна Комаси. Прем'єра відбулася на Венеційському кінофестивалі 2019 року в розділі «Венеційські дні» . Він також був показаний у розділі «Сучасне світове кіно» на Міжнародному кінофестивалі в Торонто 2019 року . На «Венеційських днях» фільм виграв премію Label Europa Cinemas і премію Edipo Re Inclusion. Він також був обраний як польський номінант на найкращий міжнародний художній фільм на 92-й премії Оскар.

## Сюжет
Фільм натхненний реальними подіями. Злочинцю Даніелю волею долі випадає можливість вдати із себе священника, за яку він хапається, оскільки йому нікуди йти після втечі з колонії. Допомога у відправах ксьондзу під час відбування покарання допомагає йому досить довго вдавати з себе пастиря, користуючись благами, які дає ця посада у високорелігійному польському селі - помешкання, їжа, пошана громади і гроші. Проте виконання релігійних обов'язків, зрештою, впливає на саму черству душу Даніеля - він починає справді перейматися проблемами селян, розділених давньою ворожнечею, допомагати об'єднанню і домогатися взаємного прощення, хоча власна страшна правда продовжує висіти дамокловим мечем над його головою.

## У ролях
- Бартош Біленія — Даніель
- Олександра Коньєчна — Лідія Секстон
- Еліза Ричембель — Марта
- Лешек Ліхота — у ролі міського голови
- Лукаш Сімлат — священик Томаш
- Томаш Зітек — Пінчер
- Барбара Курзай — вдова

## Нагороди
Фільм отримав десять нагород на кінофестивалі в Гдині, серед яких: найкращий режисер, кращий сценарій, премія журналістів та глядацька премія. Він завоював срібну зірку та нагороду найкращого актора для Бартоша Біленії на кінофестивалі в Ель-Гуні та спеціальну згадку на Міжнародному кінофестивалі в Рейк'явіку . На люксембурзькому CinEast фільм отримав Спеціальну премію журі та премію критиків. Бартош Біленія також виграв нагороду за найкращого актора на Чиказькому міжнародному кінофестивалі .